# クリスタル・プラネット
『クリスタル・プラネット』（Crystal Planet）は、アメリカ合衆国のギタリスト、ジョー・サトリアーニが1998年に発表した7作目のスタジオ・アルバム。

## 背景
本作収録曲のうち3曲は、リリース当時は5歳半だったサトリアーニの息子Z.Z.が共作者としてクレジットされている。また、「Z.Z.ソング」は妻がZ.Z.を身籠っていた頃に作られた曲で、サトリアーニが妻の腹にヘッドフォンを当て胎内のZ.Z.にこの曲を聴かせたところ、腹を蹴るのをやめておとなしくなったという。

## 反響
母国アメリカのBillboard 200では50位に達し、自身7作目の全米トップ100アルバムとなった。フランスでは1998年3月7日付のアルバム・チャートで初登場10位となり、6週連続でトップ100入りするヒットとなった。

## 評価
収録曲「ア・トレイン・オブ・エンジェルズ」は、第41回グラミー賞において最優秀ロック・インストゥルメンタル・パフォーマンス賞にノミネートされた。Stephen Thomas Erlewineはオールミュージックにおいて5点満点中4点を付け「定番のハードロック・ナンバーやバラードもあるが、このアルバムの驚くべきところは、彼のテクニックがさらなる進化および深化を遂げ、未知の海域に乗り出していることである。彼のインストゥルメンタル作品としては『サーフィング・ウィズ・ジ・エイリアン』以来の傑作である」と評している。

## 収録曲
特記なき楽曲はジョー・サトリアーニ作曲。
1. アップ・イン・ザ・スカイ - Up in the Sky - 4:09
2. ハウス・フル・オブ・ブレッツ - House Full of Bullets - 5:33
3. クリスタル・プラネット - Crystal Planet - 4:35
4. ラヴ・シング - Love Thing - 3:50
5. トランドラムバリンド - Trundrumbalind - 5:13
6. ライツ・オブ・ヘヴン - Lights of Heaven - 4:23
7. ラズベリー・ジャム・デルタv - Raspberry Jam Delta-v - 5:21
8. セレモニー - Ceremony - 4:53
9. ウィズ・ジュピター・イン・マインド - With Jupiter in Mind - 5:46
10. シークレット・プレイヤー - Secret Prayer - 4:27
11. ア・トレイン・オブ・エンジェルズ - A Train of Angels (Joe Satriani, Z.Z. Satriani) - 3:42
12. ア・ピース・オブ・リキッド - A Piece of Liquid (J. Satriani, Z.Z. Satriani) - 3:04
13. サイコ・モンキー - Psycho Monkey (J. Satriani, Z.Z. Satriani) - 4:36
14. タイム - Time - 5:05
15. Z.Z.ソング - Z.Z.'s Song - 3:04

### 日本盤ボーナス・トラック
1. エキストリーミスト（ライヴ） - The Extremist (live) - 3:48

## 参加ミュージシャン
- ジョー・サトリアーニ - ギター(all songs)、ギターシンセサイザー(on #3)、キーボード(on #5, #7, #13, #14)、ベース(on #2, #13, #14)、ハーモニカ(on #2)
- Eric Caudieux - キーボード(on #3, #7, #9, #12)、オーケストレーション(on #7)
- スチュアート・ハム - ベース(on #1, #3, #4, #5, #6, #7, #8, #9, #10, #11, #12)
- ジェフ・キャンピテリ - ドラムス(on #1 - #12)、パーカッション(on #1, #4, #6, #8, #9, #10, #11, #12)
- エリック・ヴァレンタイン - キーボード(on #14)、ベース(on #14)、ドラムス(on #13, #14)、パーカッション(on #13, #14)
- エルク・サンダー - パーカッション(on #8)
- ローズ・ハウ - パーカッション(on #14)